# Гюббенет Християн Якович
Християн Якович фон Гюббенет (15 травня (27 травня) 1822, Ліфляндія — 3 червня 1873, Вільно) — київський хірург. Доктор медицини (1847). Професор Київського університету. Його наукові дослідження, видані у Києві та Петербурзі, зберігаються в бібліотеках університетів імені Гумбольдта в Берліні та паризької Сорбонни.

## Життєпис
Народився 15 травня (27 травня) 1822 року у батьківському маєтку в Ліфляндії. Після закінчення гімназії у Ризі вступив у 1839 році на медичний факультет Дерптського університету, який закінчив у 1844 році, та отримав ступінь лікаря 1 відділення «з особливою похвалою».
З 1844 року працював лікарем в окружному управлінні Міністерства шляхів сполучення в Казані, де він почав займатися науковими дослідженнями в галузі судової медицини. Наукові заняття молодого лікаря, службовця по залізничному відомству, виявилися настільки успішними, що після закінчення трьох років практичної діяльності в Казані Гюббенет в 1847 році знову відправляється в Дерптський університет, де захищає дисертацію на здобуття наукового ступеня доктора медицини на тему «Про максимальних токсичних і лікувальних дозах миш'якової кислоти»[джерело?].
У 1847 році отримує посаду ад'юнкт-професора, а з 1848 року очолює кафедру державного лікарнянознавства (так називалася заснована в 1844 році кафедра судової медицини) в університеті святого Володимира у Києві. З метою розширення науково-практичної та викладацької діяльності медичного факультету університету святого Володимира з ініціативи та завдяки наполегливим клопотанням університетської медичної професури в лютому 1849 року було видано височайше затверджені правила про заснування клінічних відділень при Київському військовому шпиталі. Регулярно на офіційній основі читання лекцій і практичні заняття при госпітальних відділеннях були розпочаті з 1 серпня 1849 року.
Християн фон Гюббенет почав викладання практичної судової медицини на базі військового шпиталю значно раніше, з 1845 року, поєднуючи лекційну діяльність і завідування кафедрою в університеті з практичною роботою в шпиталі як його молодший ординатор. У 1847-1848 роках у Києві вибухнула жорстока епідемія холери, яка забрала тисячі життів. Вона виявилася частиною пандемії холери, що охопила значну частину населення групи європейських країн.
Декілька місяців Християн фон Гюббенет займався лікуванням холери, завідуючи холерним відділенням Київського військового шпиталю. Крім практичної допомоги хворим, самовіддано лікар займався науковим дослідженням цього смертельно небезпечного захворювання. На основі клінічних спостережень і більше 100 розтинів він написав три наукові роботи про холеру, які в той період розвитку епідеміології були новаторськими, так як містили найважливіші фактичні і критичні міркування.
У 1850 році відкрилася вакансія з теоретичної хірургії з офтальмології у новій госпітальній хірургічні клініці, на яку Гюббенет був визначений спочатку екстра-ординарним, а 1851 року — ординарним професором, очоливши клініку військового шпиталю. У червні 1852 року, після п'яти років безперервної професури, Гюббенет був відряджений терміном на один рік для ознайомлення з новими відкриттями в галузі хірургії за кордон. Вперше відвідавши клініки і шпиталі Відня, Праги, Берліна й Парижа, київський професор особисто познайомився з кращими представниками європейської медичної науки.
Підтвердженням високої оцінки його професійної діяльності та популярності в Європі вже тоді є обрання у 1853 році професора Гюббенета членом-кореспондентом Товариства німецьких лікарів в Берліні та Медико-хірургічного товариства та Товариства шпиталів в Парижі. Звіт про закордонне відрядження 1852-1853 років був представлений Гюббенетом в формі наукового огляду «Зауваження про сучасний стан медицини в Західній Європі», опублікованого в «Журналі міністерства народної освіти» у 1854 році. Вивчаючи діяльність цього чудового вченого і лікаря, не можна не відзначити, що доктор Гюббенет прагнув осягнути і здолати самі небезпечні і поширені захворювання XIX століття, обравши науково-практичним полем своєї діяльності кафедру університету святого Володимира і клініку Київського військового шпиталю. Однак заслуги професора Гюббенета перед європейською медичною наукою і його внесок у формування київської лікарської школи далеко не вичерпуються науково-практичною та лекційною діяльністю. Гюббенет увійшов в історію медицини і як військовий медик, хірург.

## Участь в обороні Севастополя
24 жовтня 1854 року він як професор університету святого Володимира подає прохання на ім'я опікуна Київського навчального округу про відрядження його в Севастополь в діючу армію «для подачі допомоги пораненим офіцерам і нижнім чинам, які по властивості їх ран вимагають операцій більш важких і складних». На початку грудня 1854 року професор Гюббенет прибув до Севастополя і був призначений «завідувачем головним перев'язувальним пунктом та хірургічною частиною в гарнізоні» (Корабельної сторони).
У ті дні в Севастополі професійна доля звела професора Гюббенета з інженер-підполковником Едуардом Тотлебеном, який був відряджений для зведення оборонних укріплень незабаром після висадки союзників на Кримський півострів. В подальшому під керівництвом вже інженер-генерала Едуарда Тотлебен буде видано двотомне «Опис оборони Севастополя», у створенні якого візьме участь і Християн фон Гюббенет. Його щоденники, написані в дні облоги Севастополя, увійдуть самостійною частиною в «Опис». Діяльність Гюббенета як одного з провідних хірургів оборони Севастополя була настільки успішною, що після закінчення передбачених спочатку трьох місяців за клопотанням начальника севастопольського гарнізону генерал-ад'ютанта Д. Остен-Сакена термін його відрядження в діючу армію було продовжено до вересня 1855 року за розпорядженням міністра народної освіти.

## Міжнародне визнання
Його ґрунтовні наукові повідомлення запротокольовані на засіданнях Товариства київських лікарів, яке він очолив з 1860 року і залишався незмінним його головою близько 10 років. Звіти Гюббенета на засіданнях товариства про свою участь в міжнародних з'їздах природознавців і лікарів свідчать не тільки про його зростанні як професіонала, але і про його зростаючій авторитет і визнання в Західній Європі. Так, повідомляючи колегам про результати діяльності карлсбадського з'їзду німецьких лікарів в 1862 році, Гюббенет зазначив, що на одному із засідань під його головуванням він визнав за необхідне «висловити, що метод грижосічення Лангенбека не новий, не вірний, не гідний наслідування». Відкриту полеміку на з'їзді з Бернардом Лангенбекою, директором хірургічної клініки Берлінського університету, творцем найбільшої в Європі хірургічної школи, міг дозволити собі тільки досвідчений хірург-практик, відомий європейським колегам також своїми науковими досягненнями. Обрання Християна Гюббенета у 1860-1862 роках членом-кореспондентом товариств віденських і варшавських лікарів і членом Всесвітнього товариства офтальмологів в Парижі стало яскравим підтвердженням визнання київського професора в Західній Європі.
На засіданнях Товариства київських лікарів також пройшли першу апробацію розроблені Гюббенет документи, які лягли в основу створення в імперії Товариства піклування про поранених і хворих воїнів. У 1863 році на Женевській конференції представників 14 європейських країн були вперше сформульовані основні принципи діяльності національних товариств і створений міжнародний керівний орган, пізніше отримав назву Міжнародного комітету «Червоного Хреста».
У квітні 1869 року Гюббенет делегується в Берлін на міжнародну конференцію представників національних товариств піклування про поранених і хворих воїнів. Повернувшись до Києва, він ділиться своїми враженнями і міркуваннями з колегами. У 1870-1871 рокахпрофесор Гюббенет брав участь уповноваженим Головного управління товариства піклування про поранених в заснованому в Базелі Міжнародному агентстві для допомоги пораненим і хворим воїнам під час франко-прусської війни. Підсумком його участі військово-медичним консультантом в базельському агентстві з'явилася його робота, видана в Києві в 1871 році «Франко-німецька війна 1870—1871 рр. і російська допомога пораненим і хворим воїнам».
Після затвердження Християна Гюббенета заслуженим ординарним професором і дійсним статським радником (в системі військових чинів це відповідало чину генерал-майора) в 1870 році і призначення його членом Військово-медичного вченого комітету військового міністерства, Гюббенет залишає Київ і переїжджає до Петербургу. У Київському військовому шпиталі професор Гюббенет залишив колекцію препаратів хірургічних випадків своєї клініки, яка з часом стала власністю кабінету патологічної анатомії університету. Влітку 1873 роки, перенісши два напади «поворотної гарячки» (поворотного тифу), Гюббенет вирішує виїхати з Петербурга, але по дорозі в Вільно хвороба прогресує і він 3 червня 1873 року помирає.

## Сім'я
- батько — Якоб Антон фон Гюббенет (?-†1856), підпоручик
- мати — Аугуста фон Fässing
- брат — Гюббенет Борис Якович (1828—1898), Київський поліцмейстер.
- брат — Гюбеннет Адольф Якович (1830—1901), міністр шляхів сполучень
- брат — Гюббенет Оскар Якович (1835—1906), генерал від інфантерії